# Tommy/Mississippi
Tommy/Mississippi è un singolo discografico de La banda di Tom, pseudonimo di Rodolfo Maltese, Vittorio Nocenzi e Pierluigi Calderoni, componenti del Banco del Mutuo Soccorso, pubblicato nel 1981.
Tommy era la sigla dell'anime Tom Story, scritta su testo musica e arrangiamento da Vittorio Nocenzi. Nonostante non compaiano sull'etichetta del 45 giri, risultano ufficialmente accreditati come autori anche Giovanni Nocenzi, Rodolfo Maltese (musica) e Francesco Di Giacomo (testo).
Mississippi era il lato B, brano ispirato alla serie, scritto nel testo e nella musica da Vittorio Nocenzi e Giovanni Nocenzi.

## Tracce
Lato A
1. Tommy – 3:00 (Vittorio Nocenzi-Gianni Nocenzi-Rodolfo Maltese-Francesco Di Giacomo)

Durata totale: 3:00
Lato B
1. Mississippi – 3:10 (Vittorio Nocenzi-Gianni Nocenzi)

Durata totale: 3:10

## Edizioni
Entrambi i brani restano a tutt'oggi mai inseriti in alcuna raccolta in LP o CD e in nessuna piattaforma streaming.